# Stervos Niarcos
Adrien Mombele Ngantshie, connu sous le nom de scène Stervos Niarcos le Nganstié , né le 31 mai 1952 à Léopoldville en République démocratique du Congo, est mort Le 10 février 1995 à l'hôpital de la Salpêtrière sur Paris est un sapeur du congo est chanteur et auteur-compositeur-interprète congolais .,,,,

## Biographie
Adrien Mombele Samba N'gatshie est né à Léopoldville le 31 mai 1952, il est le petit fils du Roi Ngaliema de la tribu de bateke en République démocratique du Congo et son père Pierre Mombele, ministre de l'éducation dans le gouvernement du premier ministre Patrice Lumumba,. Il est connu  dans ses exploits à la sape où il est considéré comme un pape de la religion il a comme successeur actuellement Somy Elric , papa greef , maman Africa et pleins d'autres Kitendi par Rabby-Germain Enzinga Monama qui prône l'élégance et la propreté vestimentaire, aimant des habits coûteux et des voitures de marque.        

### Carrière
Stervos Niarcos est un auteur-compositeur, il fréquente des grands artistes de la République démocratique du Congo comme Papa Wemba, Evoloko Jocker et sa première chanson Toutou interprété par Bozi Boziana de l'orchestre Zaïko Langa Langa. En 1985, il sort la chanson nostalgie dédiée à son amie morte dans des circonstances tragiques.
En 1987, grâce au label Américano Production il sort l'album « Dernier coup de sifflet », c'est une métaphore qui désigne la mort, bénéficiant de la collaboration de Papa Wemba et de Bozi Boziana, cet album connait un grand succès le propulsant dans le panthéon des artistes congolais. 

### Fin tragique
Stervos Niarcos vit à cheval entre l’Europe et la République démocratique du Congo, pour une affaire de drogue il est détenu à la prison de Fresnes en France. Le 10 février 1995, il décède à l'hôpital de la Salpêtrière,.

## Discographie
- 1984: Champs Elysées
- 1985: Nostalgie
- 1987: Dernier coup de sifflet
- 1989: La Religion Kitendi  et  Epaka Ekomi 2e période